# Маевский, Карл Яковлевич
Ка́рл Я́ковлевич Мае́вский (30 сентября (12 октября) 1822, Житомир — 19 (31) мая 1897, Санкт-Петербург) — русский инженер-архитектор, академик архитектуры.

## Биография
Начальное образование получил в Волынской гимназии в Житомире. С 1838 года обучался в Санкт-Петербургском строительном училище, которое окончил в 1846 году по первому разряду с званием архитекторского помощника. Был определён в чертёжную департамента проектов и смет Министерства путей сообщения.
С 1847 года посещал классы К. А. Тона в Императорской академии художеств. Вскоре был приглашён в Строительное училище преподавателем старшего курса «по предмету составления архитектурных проектов».
В 1856 году был назначен старшим архитектором департамента проектов и смет; с 1858 года был старшим архитектором заёмного банка.
В 1859 году за постройку церкви Михаила Архангела в Малой Коломне в Петербурге и «проект здания для почтамта» получил звание академика, а в 1868 году ему присвоено звания инженера-архитектора.

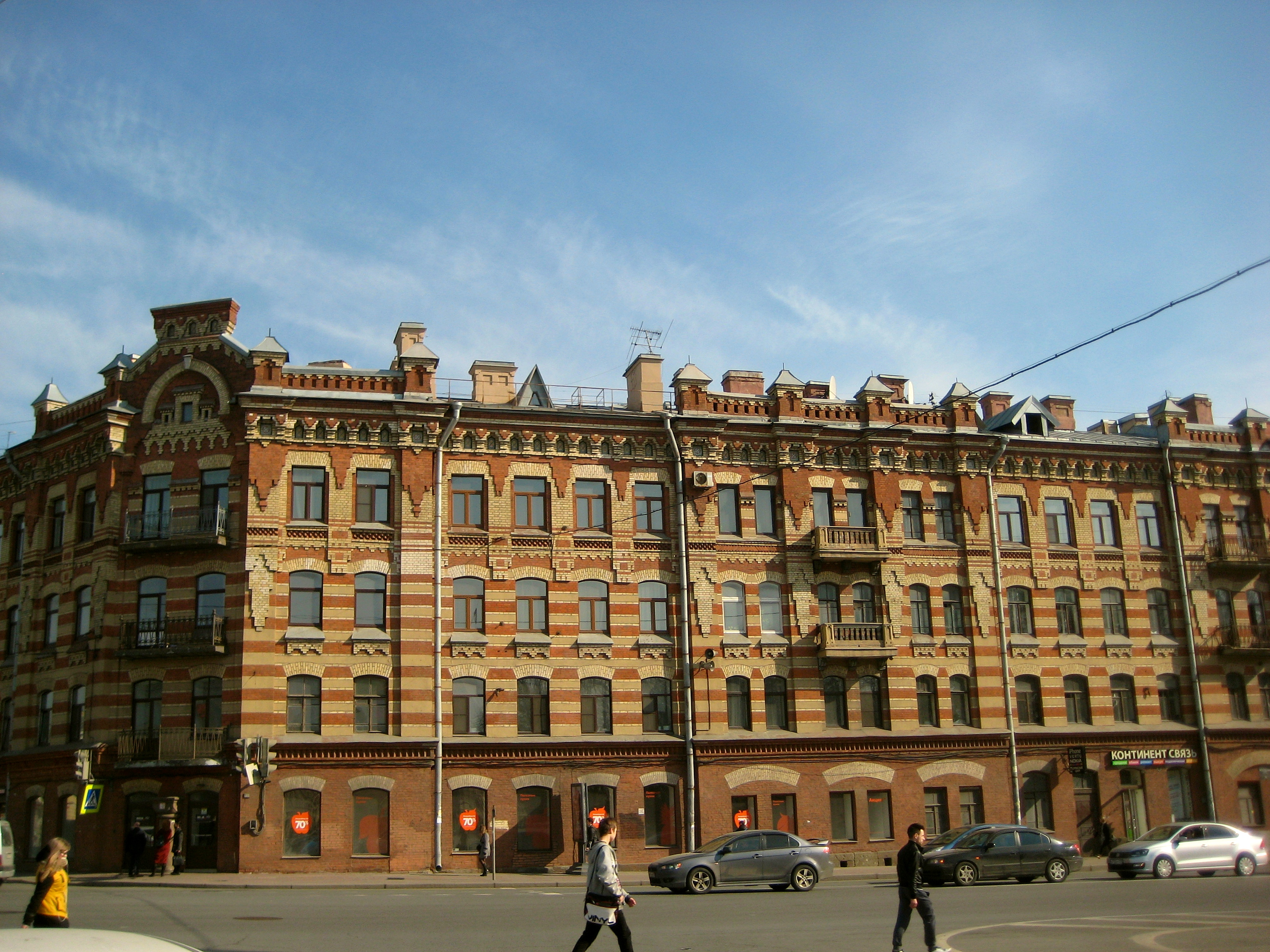
Доходный дом К. Я. Маевского

В 1859 году выехал за границу и по возвращении, в 1860 году занял должность архитектора Экспедиции заготовления государственных бумаг; стал строителем её зданий, в том числе церкви Андрея Критского (1891—1892) при экспедиции.
Перестроил императорский дворец с принадлежащими к нему службами в Киеве, здание предварительного заключения при Санкт-Петербургском окружном суде (1871—1875), перестроил в Люблине древнюю крепость в городскую тюрьму, приспособил бывшую Лосинскую фабрику (Московская губерния) под центральную тюрьму. Будучи преподавателем Института гражданских инженеров в 1880—1881 годах спроектировал доходный дом (Санкт-Петербург, наб. реки Фонтанки,110) и стал инициатором размещения в этом здании общежития для этого же института.
В Москве он построил дом Титова (1856, Ленинский проспект, 10, перестроен), совместно с архитектором К. В. Терским участвовал в подводке под здание Большого театра нового фундамента (1895, Театральная площадь, 1).
Ему принадлежат несколько исследований памятников русской старины; он дважды был командирован в Смоленск для осмотра местных старинных крепостных стен и башен и готовил доклады по их сохранению (краткое описание в «Русской старине», 1890, книга 12). В Киеве принимал участие в строительных работах во Владимирском соборе, изучал Софийский собор, описал его и снял с него подробные рисунки.
К. Я. Маевский был пожалован дипломом на потомственное дворянское достоинство и 12 июля 1863 года ему был пожалован герб. Тайный советник. Имел награды: орден Святого Владимира 2-й степени (1886).
Скончался 19 (31) мая 1897 года, похоронен на Выборгском католическом кладбище в Санкт-Петербурге.